# Греховское месторождение
Греховское месторождение полиметаллических руд, расположено в Зыряновском районе Восточно-Казахстанской области. Открыто в 1917—1921 годах русским геологом Греховым. Изучается с 1936 года, с 1957 года ведется разработка. Греховское месторождение локализовано в юго-западном крыле Ревшошенской антиклинали Березовского складчатого пояса. Рудное поле сложено осадочными и вулканическими породами девона. Руды в основном скапливаются по разломам. Промышленное значение имеют руды, имеющие в составе цинк, медь, свинец, серебро, кадмий, золото, мышьяк, галлий, сурьму и др. Греховское месторождение является сырьевой базой Зыряновского горно-обогательного комплекса.